# Fed Cup 2009

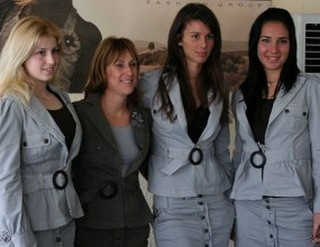
Bulgarian team fedcup 2009

La Fed Cup 2009 corresponde a la 47.ª edición del torneo de tenis femenino más importante por naciones. 8 equipos participaron en el Grupo Mundial.

## Grupo Mundial
| Equipos participantes | Equipos participantes | Equipos participantes | Equipos participantes |
| Argentina             | China                 | República Checa       | Francia               |
| Italia                | Rusia                 | España                | Estados Unidos        |
| --------------------- | --------------------- | --------------------- | --------------------- |

## Eliminatorias
|  | Cuartos de final  | Cuartos de final |                   |                   | Semifinales | Semifinales |  |           | Final         | Final         |  |
|  | 7-8 febrero       | 7-8 febrero      |                   |                   | 25-26 abril | 25-26 abril |  |           | 7-8 noviembre | 7-8 noviembre |  |
|  |                   |                  |                   |                   |             |             |  |           |               |               |  |
|  |                   |                  |                   |                   |             |             |  |           |               |               |  |
|  | Rusia(1)          | 5                |                   |                   |             |             |  |           |               |               |  |
|  | Rusia(1)          | 5                |                   |                   |             |             |  |           |               |               |  |
|  | China             | 0                |                   |                   |             |             |  |           |               |               |  |
|  | China             | 0                |                   | Rusia(1)          | 1           |             |  |           |               |               |  |
|  |                   |                  |                   | Rusia(1)          | 1           |             |  |           |               |               |  |
|  |                   |                  | Italia(4)         | 4                 |             |             |  |           |               |               |  |
|  | Italia(4)         | 5                | Italia(4)         | 4                 |             |             |  |           |               |               |  |
|  | Italia(4)         | 5                |                   |                   |             |             |  |           |               |               |  |
|  | Francia           | 0                |                   |                   |             |             |  |           |               |               |  |
|  | Francia           | 0                |                   |                   |             |             |  | Italia(4) | 4             |               |  |
|  |                   |                  |                   |                   |             |             |  | Italia(4) | 4             |               |  |
|  |                   |                  | Estados Unidos(3) | 0                 |             |             |  |           |               |               |  |
|  | Argentina         | 2                | Estados Unidos(3) | 0                 |             |             |  |           |               |               |  |
|  | Argentina         | 2                |                   |                   |             |             |  |           |               |               |  |
|  | Estados Unidos(3) | 3                |                   |                   |             |             |  |           |               |               |  |
|  | Estados Unidos(3) | 3                |                   | Estados Unidos(3) | 3           |             |  |           |               |               |  |
|  |                   |                  |                   | Estados Unidos(3) | 3           |             |  |           |               |               |  |
|  |                   |                  | República Checa   | 2                 |             |             |  |           |               |               |  |
|  | República Checa   | 4                | República Checa   | 2                 |             |             |  |           |               |               |  |
|  | República Checa   | 4                |                   |                   |             |             |  |           |               |               |  |
|  | España(2)         | 1                |                   |                   |             |             |  |           |               |               |  |
|  | España(2)         | 1                |                   |                   |             |             |  |           |               |               |  |
|  |                   |                  |                   |                   |             |             |  |           |               |               |  |

- En cursiva equipos que juegan de local.
- Los perdedores de la primera ronda, juegan contra los que se clasifican en el grupo mundial.
- (s) Entre paréntesis, el número de cabeza de serie

### Final
| Circolo del Tennis, Reggio Calabria, Italia 7 al 8 de noviembre de 2009 |                           |                           |           |   |    |  |  |  |  |
| \| 1 \| \| Flavia Pennetta \| 6 \| 6 \| \| \| \| \| \| \| 1 \| \| Alexa Glatch \| 3 \| 1 \| \| \| \| \| \| \| 2 \| \| Francesca Schiavone \| 7 \| 6 \| \| \| \| \| \| \| 2 \| \| Melanie Oudin \| 62 \| 1 \| \| \| \| \| \| \| 3 \| \| Flavia Pennetta \| 7 \| 6 \| \| \| \| \| \| \| 3 \| \| Melanie Oudin \| 5 \| 2 \| \| \| \| \| \| \| 4 \| \| Francesca Schiavone \| no \| \| \| \| \| \| \| \| 4 \| \| Alexa Glatch \| disputado \| \| \| \| \| \| \| \| 5 \| \| Sara Errani-Roberta Vinci \| 4 \| 6 \| 11 \| \| \| \| \| \| 5 \| \| Liezel Huber-Vania King \| 6 \| 3 \| 9 \| \| \| \| \| |                           |                           |           |   |    |  |  |  |  |
| 1 | Bandera de Italia         | Flavia Pennetta           | 6         | 6 |    |  |  |  |  |
| 1 | Bandera de Estados Unidos | Alexa Glatch              | 3         | 1 |    |  |  |  |  |
| 2 | Bandera de Italia         | Francesca Schiavone       | 7         | 6 |    |  |  |  |  |
| 2 | Bandera de Estados Unidos | Melanie Oudin             | 62        | 1 |    |  |  |  |  |
| 3 | Bandera de Italia         | Flavia Pennetta           | 7         | 6 |    |  |  |  |  |
| 3 | Bandera de Estados Unidos | Melanie Oudin             | 5         | 2 |    |  |  |  |  |
| 4 | Bandera de Italia         | Francesca Schiavone       | no        |   |    |  |  |  |  |
| 4 | Bandera de Estados Unidos | Alexa Glatch              | disputado |   |    |  |  |  |  |
| 5 | Bandera de Italia         | Sara Errani-Roberta Vinci | 4         | 6 | 11 |  |  |  |  |
| 5 | Bandera de Estados Unidos | Liezel Huber-Vania King   | 6         | 3 | 9  |  |  |  |  |

## Repesca Grupo Mundial de 2010
La repesca del Grupo Mundial de 2010 de Copa Fed se disputó los días 25 y 26 de abril de 2009, y los resultados de esta fase se detallan en el siguiente esquema:
| Sede de la confrontación | Superficie     | Ganador     | Marcador | Perdedor     |
| ------------------------ | -------------- | ----------- | -------- | ------------ |
| Lérida                   | Arcilla        | Serbia      | 4–0      | España (1)   |
| Limoges                  | Indoor Arcilla | Francia (2) | 3–2      | Eslovaquia   |
| Fráncfort del Meno       | Arcilla        | Alemania    | 3–2      | China (3)    |
| Mar de Plata             | Arcilla        | Ucrania     | 5–0      | Argentina(4) |

## Grupo Mundial 2
El Grupo Mundial 2 de la Copa Fed se disputó los días 7 y 8 de febrero de 2009, y los resultados de esta fase se detallan en el siguiente esquema:
| Sede de la confrontación | Superficie  | Ganador      | Marcador | Perdedor    |
| ------------------------ | ----------- | ------------ | -------- | ----------- |
| Bratislava               | Indoor dura | Eslovaquia   | 4–1      | Bélgica (1) |
| Zúrich                   | Indoor dura | Alemania (4) | 3–2      | Suiza       |
| Belgrado                 | Indoor dura | Serbia       | 4-1      | Japón (3)   |
| Járkov                   | Indoor dura | Ucrania      | 3–2      | Israel(2)   |

## Repesca Grupo Mundial 2 de 2010
La repesca del Grupo Mundial 2 de 2010 de Copa Fed se disputó los días 25 y 26 de abril de 2009, y los resultados de esta fase se detallan en el siguiente esquema:
| Sede de la confrontación | Superficie     | Ganador       | Marcador | Perdedor   |
| ------------------------ | -------------- | ------------- | -------- | ---------- |
| Hasselt                  | Indoor arcilla | Bélgica (1)   | 3–2      | Canadá     |
| Tallinn                  | Indoor dura    | Estonia       | 3–2      | Israel (2) |
| Gdynia                   | Arcilla        | Polonia       | 3–2      | Japón (3)  |
| Mildura                  | Hierba         | Australia (4) | 3–1      | Suiza      |

## Zona Americana

### Grupo 1
- Canadá — promocionado a repesca del Grupo Mundial 2.
- Paraguay
- Brasil
- Colombia
- Bahamas - relegado al Grupo 2 en 2010.
- Puerto Rico - relegado al Grupo 2 en 2010.

### Grupo 2
- Bolivia
- Chile — promocionado a Grupo 1 en 2010.
- Cuba — promocionado a Grupo 1 en 2010.
- República Dominicana
- Guatemala
- México
- Panamá
- Perú
- Trinidad y Tobago

## Zona Asia/Oceanía

### Grupo 1
1. Australia — promocionado a repesca del Grupo Mundial 2.
2. Nueva Zelanda
3. Tailandia
4. Indonesia
5. Uzbekistán
6. Corea del Sur
7. China Taipéi
8. India — relegado al Grupo 2 en 2010.

### Grupo 2
1. Kazajistán — promocionado a Grupo 1 en 2010.
2. Hong Kong
3. Singapur
4. Irán

## Zona Europa/África

### Grupo 1
- 1 -  Estonia &  Polonia — promocionado a repesca del Grupo Mundial 2.
- 3 -  Bielorrusia &  Reino Unido
- 5 -  Croacia &  Suecia
- 7 -  Dinamarca &  Hungría
- 9 -  Países Bajos &  Rumania &  Eslovenia
- 12 -  Austria &  Bosnia y Herzegovina
- 14 -  Bulgaria &  Luxemburgo —  relegado al Grupo 2 en 2010.

### Grupo 2
- 1 -  Portugal  — promocionado a Grupo 1 en 2010.
- 1 -  Letonia  — promocionado a Grupo 1 en 2010.
- 3 -  Georgia
- 3 -  Sudáfrica
- 5 -  Marruecos — relegado al Grupo 3 en 2010.
- 5 -  Turquía — relegado al Grupo 3 en 2010.

### Grupo 3
- Argelia
- Armenia — promocionado a Grupo 2 en 2010.
- Egipto
- Finlandia
- Grecia — promocionado a Grupo 2 en 2010.
- Islandia
- Irlanda
- Liechtenstein
- Malta
- Moldavia
- Noruega